# Porrhomma indecorum
Porrhomma indecorum là một loài nhện trong họ Linyphiidae.
Loài này thuộc chi Porrhomma. Porrhomma indecorum được Eugène Simon miêu tả năm 1910.